# Henutsen
Henutsen fue una reina consorte egipcia que vivió durante la IV dinastía del período del Imperio Antiguo. Fue la segunda o tercera esposa del faraón Jufu y posiblemente fue enterrada en la pirámide G 1c de Guiza.
| V28 | W24 · t | S29 | n |

| V28 | W24 · t | S29 | n |

## Identidad

### Vida
Poco se sabe sobre la vida de Henutsen. Algunos eruditos creen que fue hija del faraón Seneferu, primer faraón de la dinastía IV, aunque no está comúnmente aceptado. No se conoce que Henutsen haya llevado alguna vez el título de 'hija del rey' (nieta) o 'hija del rey de su cuerpo' (hija), que con cualquiera de los dos títulos la habrían designado inequívocamente como princesa. El único documento que la describe como una princesa es la famosa Estela del inventario de la dinastía XXVI (período saíta). Los investigadores identifican la estela como una falsificación contemporánea creada por sacerdotes saítas, por lo que se cuestiona la información dada en ella sobre el estatus real de Henutsen como princesa. El único título real que se ha podido probar para ella es el título de 'esposa del rey'.

### Hijos
Se sabe que Henutsen dio a luz al menos a dos príncipes, Jufujaf y Menjaf. En el caso de que Jufujaf fuese el propio rey Jafra antes de subir al trono, Henutsen también fue la madre de Jafra. Todos sus hijos están enterrados en Guiza. La tumba mastaba de Jufujaf fue parcialmente destruida durante el período del Imperio Medio en un intento de construir en la zona un templo de la diosa Isis.

## Enterramiento
Es muy posible que Henutsen fuese enterrada en la pirámide G1-c. Los egiptólogos creen que esta pirámide originalmente no formaba parte del complejo piramidal de Jufu, sino que se agregó más tarde, ya que su lado sur no está alineado con el de la Gran Pirámide. De hecho, el lado sur de la pirámide está alineado con la cercana tumba mastaba de Jufujaf. Rainer Stadelmann también cree que el príncipe Jufujaf es el propio rey Jafra y que él erigió la G1-c como tumba de su (ahora reina madre) progenitora. Durante mucho tiempo se pensó que la pirámide G1-c era una pirámide satélite, porque no tiene un foso para barca, como era el caso de las pirámides G1-a y G1-b. la pirámide G1-c se identificó más tarde como una pirámide inacabada que tuvo que construirse a toda prisa.